# Палео Елевтерохори
Вижте пояснителната страница за други значения на Елефтерохори.
Палео Елевтерохори (на гръцки: Παλαιό Ελευθεροχώρι, катаревуса Παλαιόν Ελευθεροχώριον, Палеон Елевтерохорион) е село в Егейска Македония, Гърция, дем Пидна-Колиндрос в административна област Централна Македония.

## География
Селото е разположено на 130 m надморска височина в северната част на Пиерийската равнина.

## История
В края на XIX век Елевтерохори е гръцко село в Катеринската каза на Османската империя. Александър Синве („Les Grecs de l’Empire Ottoman. Etude Statistique et Ethnographique“) в 1878 година пише, че в Елевтерохори (Elevthérokhori), Китроска епархия, живеят 128 гърци.
В 1913 година след Междусъюзническата война селото остава в Гърция. В 20-те години в селото са заселени гърци бежанци. В 1928 година е смесено местно-бежанско селище с 64 бежански семейства и 323 жители бежанци.
| Година    | 1913 | 1920 | 1928 | 1940 | 1951 | 1961 | 1971 | 1981 | 1991 | 2001 | 2011 | 2021 |
| --------- | ---- | ---- | ---- | ---- | ---- | ---- | ---- | ---- | ---- | ---- | ---- | ---- |
| Население | 51   | 164  | 431  | 503  | 539  | 559  | 396  | 483  | 686  | 631  | 455  | 377  |